# Hypnoonops
Hypnoonops là một chi nhện trong họ Oonopidae.